# Särvsjöarna (Storsjö socken, Härjedalen, 696299-135125)
Särvsjöarna är en sjö i Bergs kommun i Härjedalen och ingår i Ljusnans huvudavrinningsområde. Sjön har en area på 0,093 kvadratkilometer och ligger 886,2 meter över havet. Sjön avvattnas av vattendraget Särvan.

## Delavrinningsområde
Särvsjöarna ingår i det delavrinningsområde (696130-135118) som SMHI kallar för Ovan 695955-135417. Medelhöjden är 911 meter över havet och ytan är 18,65 kvadratkilometer. Det finns inga avrinningsområden uppströms utan avrinningsområdet är högsta punkten. Särvan som avvattnar avrinningsområdet har biflödesordning 2, vilket innebär att vattnet flödar genom totalt 2 vattendrag innan det når havet efter 373 kilometer. Avrinningsområdet består mestadels av skog (32 procent) och kalfjäll (67 procent). Avrinningsområdet har 0,09 kvadratkilometer vattenytor vilket ger det en sjöprocent på 0,5 procent.